# Ласкарі
Ласкарі (італ. Lascari, сиц. Làscari) — муніципалітет в Італії, у регіоні Сицилія, метрополійне місто Палермо.
Ласкарі розташоване на відстані близько 450 км на південь від Рима, 55 км на схід від Палермо.
Населення — 3576 осіб (2014).
Щорічний фестиваль відбувається першої неділі травня. Покровитель — Santissimo Crocifisso.

## Демографія
Населення за роками:

Станом на 1 січня 2023 року в муніципалітеті офіційно проживало 90 іноземців з 18 країн, серед них 40 громадян країн Євросоюзу та 4 громадяни України.

## Сусідні муніципалітети
- Кампофеліче-ді-Роччелла
- Чефалу
- Коллезано
- Граттері